# Fassa Bortolo (ciclismo)
La Fassa Bortolo era una squadra maschile italiana di ciclismo su strada, attiva tra i professionisti dal 2000 al 2005.
Sponsorizzata dall'azienda trevigiana Fassa Bortolo e diretta da Giancarlo Ferretti, nei sei anni di attività vinse 24 tappe al Giro d'Italia, 15 alla Vuelta a España e 9 al Tour de France, una Milano-Sanremo con Alessandro Petacchi e tre Giri di Lombardia con Raimondas Rumšas e Michele Bartoli, concludendo per due volte, nel 2001 e nel 2003, al numero uno della classifica UCI per squadre. Negli stessi anni fu anche più volte implicata in problemi di doping.

## Storia

### 2000-2001: gli esordi, le prime vittorie e il caso Frigo
La squadra viene fondata su iniziativa di Giancarlo Ferretti, già direttore in passato dei team Ariostea e MG Boys Maglificio-Technogym, grazie alla sponsorizzazione di due aziende trevigiane, Fassa Bortolo, di Spresiano, attiva nel settore dell'edilizia e già presente nel mondo del ciclismo dal 1994 con una formazione femminile, e Pinarello, noto costruttore di telai di Villorba. Il nuovo team professionistico debutta all'inizio della stagione 2000 con una rosa di diciotto ciclisti, tra cui Wladimir Belli, Dmitrij Konyšev, Andrea Ferrigato e Alessandro Petacchi. Al primo anno di attività proprio Konyšev dà alla squadra la prima vittoria al Giro d'Italia, nella tappa di Vasto, facendo poi sua anche la classifica a punti della corsa; nello stesso Giro Matteo Tosatto veste per tre giorni la maglia rosa di leader. Altri risultati di rilievo arrivano alla Vuelta a España, con Petacchi vincitore di due frazioni, e con il giovane Raimondas Rumšas, che si aggiudica il Giro di Lombardia in volata su Francesco Casagrande. Al termine del primo anno di attività la squadra è già terza nella classifica mondiale UCI.

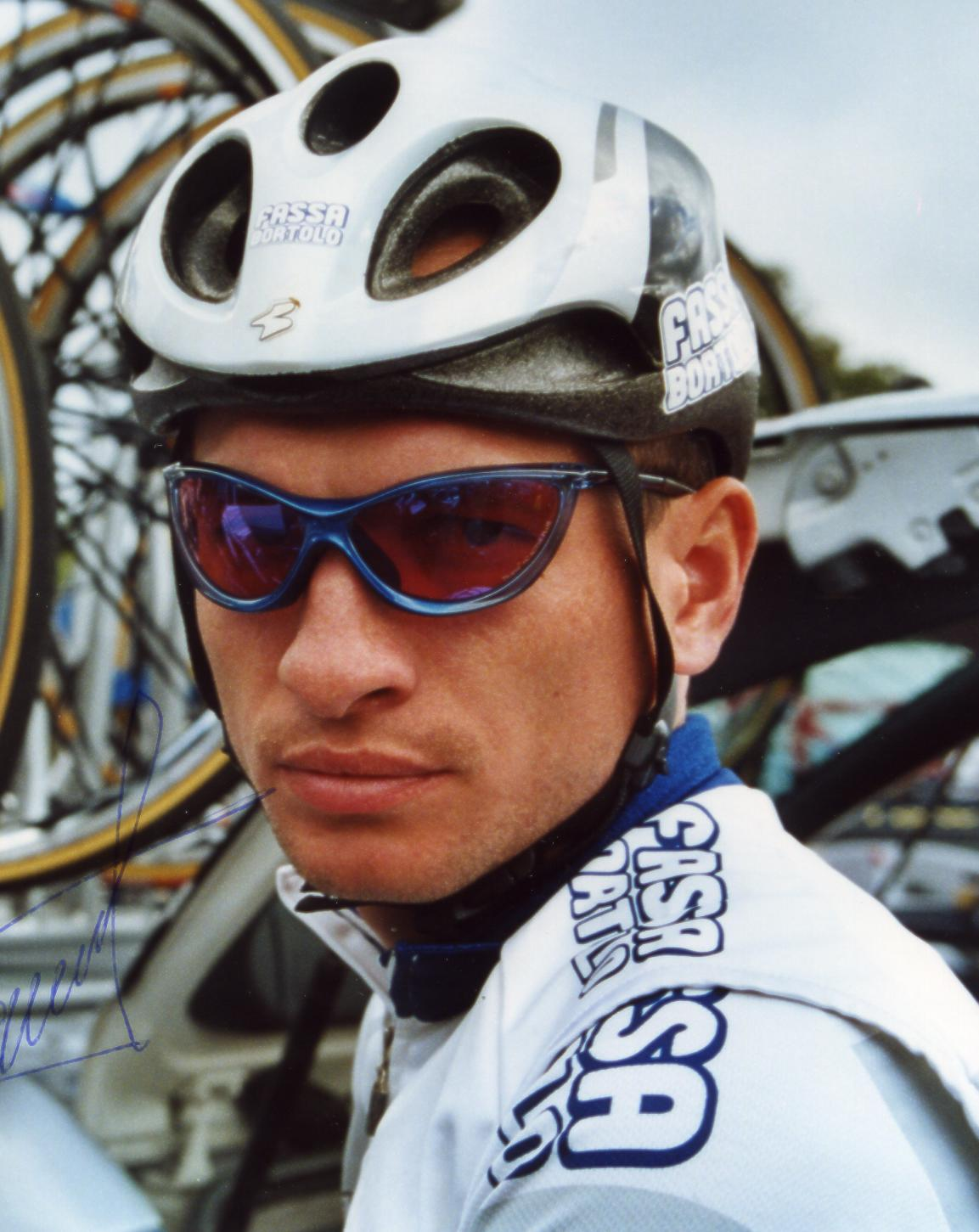
Sergej Ivanov alla Parigi-Tours 2001

Nel 2001 vengono messi sotto contratto proprio Francesco Casagrande, numero 1 al mondo nella stagione precedente, il promettente Ivan Basso e, solo da settembre, Michele Bartoli. Nei primi mesi dell'anno Dario Frigo vince la Parigi-Nizza e il Tour de Romandie, e Rumšas la Vuelta al País Vasco. Durante il seguente Giro d'Italia ancora Frigo si mette in evidenza prima vestendo la maglia rosa per nove giorni e poi, una volta ceduto il primato a Gilberto Simoni, vincendo la cronometro di Salò. Al termine della diciassettesima tappa, però, un blitz dei NAS negli alberghi delle squadre a Sanremo rinviene nella stanza di Frigo prodotti proibiti (alcuni dei quali si riveleranno poi un falso): il ciclista, in quel momento secondo in classifica, ammette le proprie colpe, viene subito escluso dalla corsa e licenziato dalla squadra. In estate Fassa Bortolo viene invitata per la prima volta al Tour de France: è Sergej Ivanov, vincitore in solitaria nella frazione di Aix-les-Bains, a dare il primo successo alla Fassa nell'importante corsa francese.

### 2002-2003: le affermazioni di Bartoli, Basso e Petacchi
Nel 2002 il principale arrivo in squadra è quello del cronoman Serhij Hončar. Durante l'anno Petacchi vince una dozzina di volate, tra cui una alla Vuelta a España, e coglie due secondo posti al Giro d'Italia; Basso conclude invece undicesimo e miglior giovane al Tour de France. In Coppa del mondo è Bartoli a dare lustro alla squadra: il toscano si aggiudica infatti l'Amstel Gold Race in aprile (davanti al compagno Ivanov) e il Giro di Lombardia in ottobre, concludendo terzo nella classifica individuale di Coppa.
Per la stagione 2003, dopo sei mesi di squalifica e un anno alla Tacconi Sport-Emmegi, rientra in squadra Dario Frigo, protagonista dei fatti del 2001, affiancato dai giovani Filippo Pozzato e Fabian Cancellara provenienti dalla formazione giovanile della Mapei. L'annata si apre con un grave lutto: il 10 gennaio il trentaduenne ciclista friulano Denis Zanette, in squadra dal 2002, muore improvvisamente in seguito a una crisi cardiaca. Nella stagione agonistica il protagonista è Alessandro Petacchi: il velocista spezzino ottiene ben 24 successi, comprese quindici tappe nei tre grandi Giri (record italiano): sei al Giro d'Italia (in cui veste anche per sei giorni la maglia rosa), quattro al Tour de France e cinque alla Vuelta a España. Altri risultati di rilievo arrivano con Pozzato vincitore della Tirreno-Adriatico, con Aitor González e Frigo vincitori di una tappa ciascuno al Giro (portando a otto i successi di Fassa Bortolo nella "Corsa rosa" 2003), con Basso settimo al Tour e con Bartoli trionfatore per il secondo anno consecutivo al Giro di Lombardia.

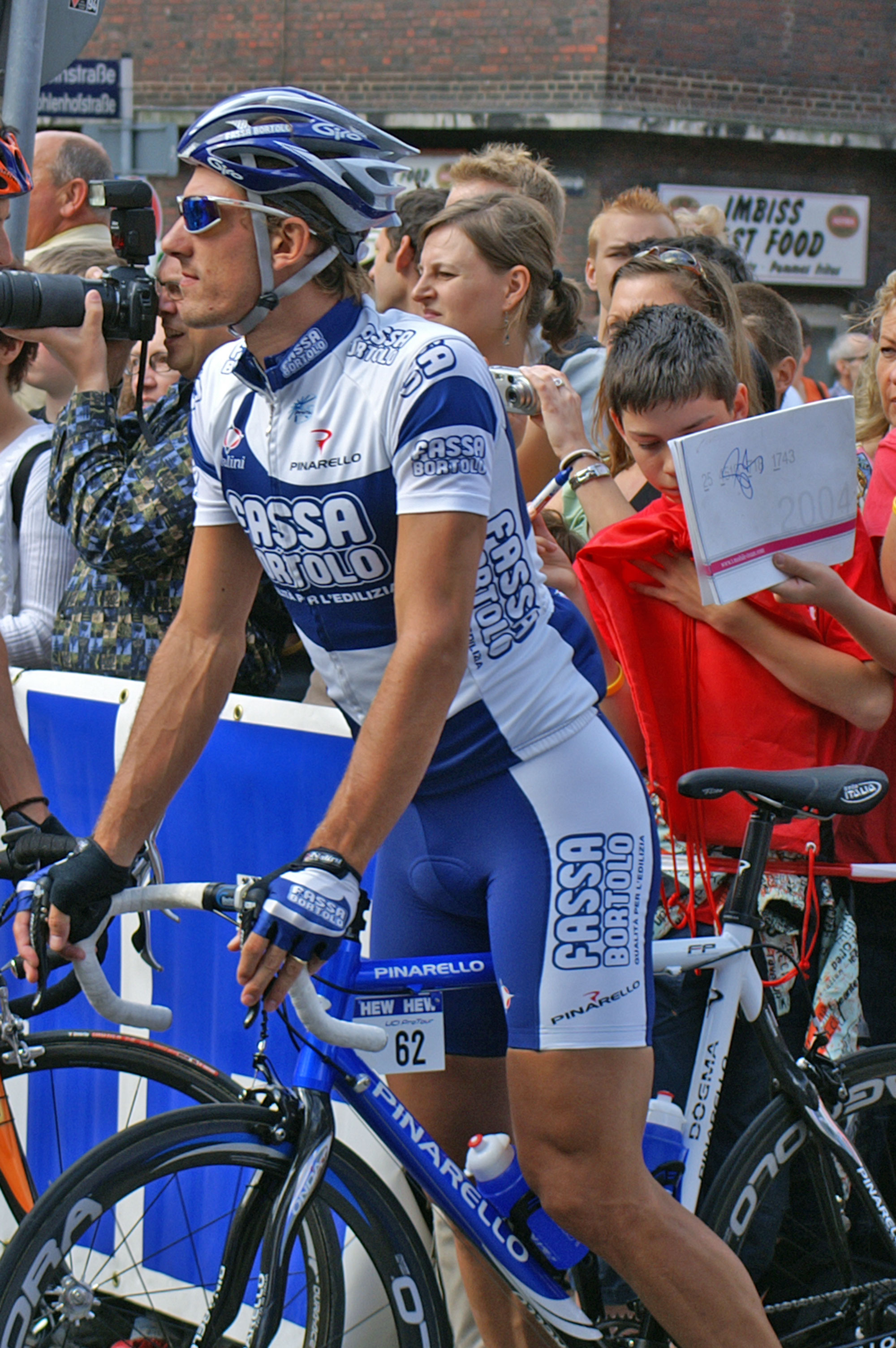
Fabian Cancellara alla HEW Cyclassics 2005

### 2004-2005: i nove successi di Petacchi al Giro e la chiusura
Nel 2004 Basso e Bartoli vengono ceduti al Team CSC, mentre arriva in rosa Juan Antonio Flecha, che in agosto si aggiudica il Campionato di Zurigo valido per la Coppa del mondo. Per quanto riguarda i Grandi giri, al Giro d'Italia Petacchi è dominatore delle volate, conquistando ben nove tappe e la classifica a punti della corsa, e Dario David Cioni conclude quarto nella generale. Al Tour de France la formazione vince tre tappe, con Cancellara nel prologo di Liegi (vestirà anche di giallo per due giorni) e con Pozzato e Aitor González al termine di fughe; alla Vuelta a España ancora Petacchi fa sue quattro frazioni allo sprint.
Nel 2005 la squadra entra a far parte del circuito UCI ProTour, acquisendo una delle venti licenze per la nuova "superlega". In stagione Petacchi è subito protagonista: solo tra febbraio e marzo vince infatti ben dodici gare, inclusa la prestigiosa Milano-Sanremo davanti a Danilo Hondo; fa poi sue quattro frazioni al Giro d'Italia e cinque tappe e la classifica a punti alla Vuelta a España. Non partecipa invece al Tour de France, corsa che vede Lorenzo Bernucci imporsi al termine della sesta tappa; durante quella stessa Grande Boucle Dario Frigo viene arrestato insieme alla moglie dopo che quest'ultima, durante una perquisizione, era stata trovata in possesso di dieci dosi di eritropoietina, sostanza dopante. Il ciclista, subito rimesso in libertà, viene però escluso dalla corsa, e quindi, come quattro anni prima, licenziato.
La formazione viene dismessa alla fine dell'anno, dopo sei stagioni di attività, con il preannunciato ritiro della sponsorizzazione da parte di Fassa Bortolo e nessun nuovo sponsor a sostituirla; l'interesse di Sony Ericsson a costituire una nuova squadra con il "Silver Team" di Ferretti, ventilato dallo stesso ds, si rivela infatti privo di fondamento e seguito. Petacchi passa alla neonata Milram diretta da Gianluigi Stanga insieme ai suoi gregari, Cancellara ritrova Basso alla CSC, Flecha si accasa alla Rabobank mentre il neo-professionista Vincenzo Nibali passa alla Liquigas.

## Cronistoria

### Annuario
| Anno | Codice | Nome          | Cat. | Biciclette | Dirigenza |
| ---- | ------ | ------------- | ---- | ---------- | --- |
| 2000 | FAS    | Fassa Bortolo | GSI  | Pinarello  | Manager: Giancarlo Ferretti Dir. sportivi: Alberto Volpi, Oscar Pirazzini, Stefano Zanatta                                        |
| 2001 | FAS    | Fassa Bortolo | GSI  | Pinarello  | Manager: Giancarlo Ferretti Dir. sportivi: Alberto Volpi, Oscar Pirazzini, Stefano Zanatta, Mario Chiesa                          |
| 2002 | FAS    | Fassa Bortolo | GSI  | Pinarello  | Manager: Giancarlo Ferretti Dir. sportivi: Alberto Volpi, Oscar Pirazzini, Stefano Zanatta, Mario Chiesa                          |
| 2003 | FAS    | Fassa Bortolo | GSI  | Pinarello  | Manager: Giancarlo Ferretti Dir. sportivi: Alberto Volpi, Oscar Pirazzini, Stefano Zanatta, Roberto Damiani                       |
| 2004 | FAS    | Fassa Bortolo | GSI  | Pinarello  | Manager: Giancarlo Ferretti Dir. sportivi: Alberto Volpi, Oscar Pirazzini, Stefano Zanatta, Roberto Damiani, Alessandro Giannelli |
| 2005 | FAS    | Fassa Bortolo | PT   | Pinarello  | Manager: Giancarlo Ferretti Dir. sportivi: Alberto Volpi, Oscar Pirazzini, Mario Chiesa, Alessandro Giannelli, Bruno Cenghialta   |

### Classifiche UCI
| Anno | Classifica | Pos. | Migliore cl. individuale   |
| ---- | ---------- | ---- | -------------------------- |
| 2000 | GSI        | 3º   | Wladimir Belli (13º)       |
| 2001 | GSI        | 1º   | Francesco Casagrande (10º) |
| 2002 | GSI        | 2º   | Francesco Casagrande (8º)  |
| 2003 | GSI        | 1º   | Alessandro Petacchi (3º)   |
| 2004 | GSI        | 9º   | Alessandro Petacchi (9º)   |
| 2005 | ProTour    | 13º  | Alessandro Petacchi (11º)  |

## Palmarès

### Grandi Giri
- Giro d'Italia

Partecipazioni: 6 (2000, 2001, 2002, 2003, 2004, 2005)
Vittorie di tappa: 24
2000: 1 (Dmitrij Konyšev)
2001: 2 (Dario Frigo, Matteo Tosatto)
2003: 8 (6 Petacchi, Frigo, González)
2004: 9 (9 Alessandro Petacchi)
2005: 4 (4 Alessandro Petacchi)
Vittorie finali: 0
Altre classifiche: 2
2000: Punti (Dmitrij Konyšev), Squadre a punti
2004: Punti (Alessandro Petacchi)
- Tour de France

Partecipazioni: 5 (2001, 2002, 2003, 2004, 2005)
Vittorie di tappa: 9
2001: 1 (Sergej Ivanov)
2003: 4 (4 Alessandro Petacchi)
2004: 3 (Cancellara, González, Pozzato)
2005: 1 (Lorenzo Bernucci)
Vittorie finali: 0
Altre classifiche: 1
2002: Giovani (Ivan Basso)
- Vuelta a España

Partecipazioni: 5 (2000, 2002, 2003, 2004, 2005)
Vittorie di tappa: 17
2000: 2 (Alessandro Petacchi)
2002: 1 (Alessandro Petacchi)
2003: 5 (5 Alessandro Petacchi)
2004: 4 (4 Alessandro Petacchi)
2005: 5 (5 Alessandro Petacchi)
Vittorie finali: 0
Altre classifiche: 1
2005: Punti (Alessandro Petacchi)

### Classiche monumento
- Milano-Sanremo: 1

2005 (Alessandro Petacchi)
- Giro di Lombardia: 3

2000 (Raimondas Rumšas); 2002, 2003 (Michele Bartoli)

### Campionati nazionali
- Campionati italiani: 2

Cronometro: 2001 (Andrea Peron); 2004 (Dario David Cioni)
- Campionati lussemburghesi: 1

In linea: 2004 (Kim Kirchen)
- Campionati lituani: 1

In linea: 2001 (Raimondas Rumšas)
- Campionati russi: 1

In linea: 2002 (Dmitrij Konyšev)
- Campionati sloveni: 1

In linea: 2003 (Tadej Valjavec)
- Campionati svizzeri: 2

Cronometro: 2004, 2005 (Fabian Cancellara)
- Campionati ucraini: 1

Cronometro: 2002 (Serhij Hončar)